# Насічне
Насічне (пол. Nasiczne) — давнє українське село в Закерзонні (Підкарпатське воєводство, Бещадський повіт) у гміні Літовищі, солтистві Дверник.

## Історія
Перша згадка про Насічне сягає 1620 року. Село лежить біля устя потоку Князьки, що підказує про функціонування на волоському праві з керівником — князем. До 1772 року село перебувало у складі Сяноцької землі Руського воєводства.
У 1772—1918 роках село перебувало у складі Австро-Угорської монархії та належало до провінції Королівство Галичини та Володимирії. У 1885 році село належало до Ліського повіту, у сільській гміні проживало 302 особи, зокрема у фільварку 58 осіб і в селі 244 жителі (з них 189 греко-католиків і 13 римо-католиків). Греко-католики належали до парафії Царинське Затварницького деканату Перемишльської єпархії.
У листопаді 1918 року село ввійшло до складу Західноукраїнської Народної Республіки, однак у травні 1919 року було окуповане польськими військами.
У 1919—1939 роках — у складі Польщі. Село належало до Ліського повіту Львівського воєводства, у 1934—1939 роках входило до об'єднаної сільської ґміни Ступосяни. У 1921 році в селі було 41 будинок та 247 мешканців, з них 225 греко-католиків, 14 римо-католиків, 8 юдеїв, греко-католики належали до парафії Царинське Лютовиського деканату Перемишльської єпархії. На 1 січня 1939 року в селі мешкало 320 осіб, з них 300 українців-греко-католиків, 5 українців-римокатоликів, 5 поляків та 10 євреїв.
Після 1945 року жителів переселено до СРСР і будівлі в селі спалені.